# Bukjeju

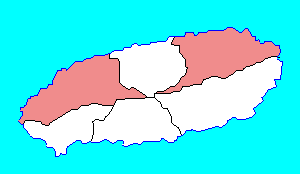
Bukjejus dåvarande plats i Jeju-do

Bukjeju (hangul 북제주군, hanja 北濟州郡) var en landskommun (gun) i den sydkoreanska provinsen Jeju. Totalt hade området år 2004 ett invånarantal på 102 342 invånare och en area på 721,06 km². Den före detta landskommunen ingår sedan 2006 i Jeju City.